# Saito Keiko
Saito Keiko (斉藤 圭子) là một cựu cầu thủ bóng đá nữ người Nhật Bản.

## Đội tuyển bóng đá nữ quốc gia Nhật Bản
Saito Keiko thi đấu cho đội tuyển bóng đá nữ quốc gia Nhật Bản từ năm 1984.

## Thống kê sự nghiệp
| Nhật Bản  | Nhật Bản | Nhật Bản |
| Năm       | Trận     | Bàn      |
| --------- | -------- | -------- |
| 1984      | 3        | 0        |
| Tổng cộng | 3        | 0        |